# Liste der Staatsbegräbnisse und Staatsakte in der Bundesrepublik Deutschland auf Bundesebene
Aufgeführt sind die Staatsbegräbnisse und Staatsakte zur Ehrung von Persönlichkeiten des öffentlichen Lebens in der Bundesrepublik Deutschland seit 1954 sowie die Staatsakte anlässlich besonderer Ereignisse seit 1974. Wenn nichts anderes vermerkt ist, stammen die Angaben vom Bundesministerium des Innern.

## Staatsbegräbnisse seit 1954
| Staatsbegräbnis für                                    | Amt/Beruf                               | Datum         | Ort                | Bemerkung                                             |
| ------------------------------------------------------ | --------------------------------------- | ------------- | ------------------ | ----------------------------------------------------- |
| Hermann Ehlers (* 1.10.1904, † 29.10.1954)             | Bundestagspräsident                     | 3. Nov. 1954  | Sülze              | Ehrenbegräbnis, Staatsakt am 2. November 1954 in Bonn |
| Robert Tillmanns (* 5.4.1896, † 12.11.1955)            | Bundesminister                          | 17. Nov. 1955 | Berlin             |                                                       |
| Hermann Lindrath (* 29.6.1896, † 27.2.1960)            | Bundesminister                          | 4. März 1960  | Heidelberg         |                                                       |
| Max Becker (* 25.5.1888, † 29.7.1960)                  | Bundestagsvizepräsident                 | 3. Aug. 1960  | Bad Hersfeld       |                                                       |
| Jakob Kaiser (* 8.2.1888, † 7.5.1961)                  | Bundesminister a. D.                    | 12. Mai 1961  | Berlin             |                                                       |
| Theodor Heuss (* 31.1.1884, † 12.12.1963)              | Bundespräsident a. D.                   | 17. Dez. 1963 | Stuttgart          | Staatsakt am 17. Dezember 1963 in Bonn                |
| Erich Ollenhauer (* 27.3.1901, † 14.12.1963)           | SPD-Partei- und Fraktionsvorsitzender   | 19. Dez. 1963 | Bonn               | Staatsakt am 19. Dezember 1963 in Bonn                |
| Heinrich von Brentano (* 20.6.1904, † 14.11.1964)      | Bundesminister a. D.                    | 19. Nov. 1964 | Darmstadt          | Staatsakt am 17. November 1964 in Bonn                |
| Fritz Erler (* 14.7.1913, † 22.2.1967)                 | Vorsitzender der SPD-Bundestagsfraktion | 28. Feb. 1967 | Pforzheim          |                                                       |
| Fritz Schäffer (* 12.5.1888, † 29.3.1967)              | Bundesminister a. D.                    | 4. Apr. 1967  | Tuntenhausen       |                                                       |
| Konrad Adenauer (* 5.1.1876, † 19.4.1967)              | Bundeskanzler a. D.                     | 25. Apr. 1967 | Rhöndorf           | Staatsakt am 25. April 1967 in Bonn                   |
| Thomas Dehler (* 14.12.1897, † 21.7.1967)              | Bundestagsvizepräsident a. D.           | 25. Juli 1967 | Lichtenfels        |                                                       |
| Paul Löbe (* 14.12.1875, † 3.8.1967)                   | ehemaliger Reichstagspräsident          | 9. Aug. 1967  | Berlin             |                                                       |
| Hans Lenz (* 12.7.1907, † 28.8.1968)                   | Bundesminister a. D.                    | 3. Sep. 1968  | Trossingen         |                                                       |
| Karl Graf von Spreti (* 21.5.1907, † 5.4.1970)         | Botschafter                             | 14. Apr. 1970 | Vilsheim           |                                                       |
| Ernst Lemmer (* 28.4.1898, † 18.8.1970)                | Bundesminister a. D.                    | 25. Aug. 1970 | Berlin             |                                                       |
| Heinrich Lübke (* 14.10.1894, † 6.4.1972)              | Bundespräsident a. D.                   | 13. Apr. 1972 | Enkhausen          | Staatsakt am 13. April 1972 in Bonn                   |
| Theodor Blank (* 19.9.1905, † 14.5.1972)               | Bundesminister a. D.                    | 18. Mai 1972  | Bonn-Bad Godesberg |                                                       |
| Anton Storch (* 1.4.1892, † 26.11.1975)                | Bundesminister a. D.                    | 2. Dez. 1975  | Fulda              |                                                       |
| Gustav Heinemann (* 23.7.1899, † 7.7.1976)             | Bundespräsident a. D.                   | 12. Juli 1976 | Essen              | Staatsakt am 12. Juli 1976 in Bonn                    |
| Paul Lücke (* 13.11.1914, † 10.8.1976)                 | Bundesminister a. D.                    | 16. Aug. 1976 | Bensberg           |                                                       |
| Siegfried Buback (* 3.1.1920, † 7.4.1977)              | Generalbundesanwalt                     | 13. Apr. 1977 | Karlsruhe          | Staatsakt am 13. April 1977 in Karlsruhe              |
| Wolfgang Göbel                                         | Fahrer                                  | 13. Apr. 1977 | Karlsruhe          | Staatsakt am 13. April 1977 in Karlsruhe              |
| Georg Wurster                                          | Justizbeamter                           | 15. Apr. 1977 | Ettlingen          | Staatsakt am 13. April 1977 in Karlsruhe              |
| Ludwig Erhard (* 4.2.1897, † 5.5.1977)                 | Bundeskanzler a. D.                     | 12. Mai 1977  | Gmund              | Staatsakt am 11. Mai 1977 in Bonn                     |
| Hermann Schmitt-Vockenhausen (* 31.1.1923, † 2.8.1979) | Bundestagsvizepräsident                 | 9. Aug. 1979  | Bad Soden          |                                                       |
| Carlo Schmid (* 3.12.1896, † 11.12.1979)               | Bundestagsvizepräsident a. D.           | 15. Dez. 1979 | Tübingen           |                                                       |
| Lauritz Lauritzen (* 20.1.1910, † 5.6.1980)            | Bundesminister a. D.                    | 11. Juni 1980 | Bad Honnef         |                                                       |
| Eugen Gerstenmaier (* 25.8.1906, † 13.3.1986)          | Bundestagspräsident a. D.               | 22. März 1986 | Oberwinter         | Staatsakt am 22. März 1986 in Bonn                    |
| Kurt Georg Kiesinger (* 6.4.1904, † 9.3.1988)          | Bundeskanzler a. D.                     | 18. März 1988 | Tübingen           | Staatsakt am 18. März 1988 in Stuttgart               |
| Kai-Uwe von Hassel (* 21.4.1913, † 8.5.1997)           | Bundestagspräsident a. D.               | 16. Mai 1997  | Bonn               | Staatsakt am 16. Mai 1997 in Bonn                     |

## Trauerstaatsakte seit 1954
| Staatsakt für                                             | Amt/Beruf                                                         | Datum      | Ort                                              | Bemerkung                                             |
| --------------------------------------------------------- | ----------------------------------------------------------------- | ---------- | ------------------------------------------------ | ----------------------------------------------------- |
| Hermann Höpker-Aschoff (* 31.1.1883, † 15.1.1954)         | Bundesverfassungsgerichtspräsident a. D.                          | 19.01.1954 | Bonn: Plenarsaal des Deutschen Bundestages       |                                                       |
| Hermann Ehlers (* 1.10.1904, † 29.10.1954)                | Bundestagspräsident                                               | 02.11.1954 | Bonn: Plenarsaal des Deutschen Bundestages       | Staatsbegräbnis am 3. November 1954 in Sülze          |
| Theodor Heuss (* 31.1.1884, † 12.12.1963)                 | Bundespräsident a. D.                                             | 17.12.1963 | Stuttgart                                        | Staatsbegräbnis am 17. Dezember 1963 in Stuttgart     |
| Erich Ollenhauer (* 27.03.1901, † 14.12.1963)             | SPD-Partei- und Fraktionsvorsitzender                             | 19.12.1963 | Bonn: Plenarsaal des Deutschen Bundestages       | Staatsbegräbnis am 19. Dezember 1963 in Bonn          |
| Heinrich von Brentano (* 20.6.1904, † 14.11.1964)         | Bundesminister a. D.                                              | 17.11.1964 | Bonn: Plenarsaal des Deutschen Bundestages       | Staatsbegräbnis am 19. November 1964 in Darmstadt     |
| Konrad Adenauer (* 5.1.1876, † 19.4.1967)                 | Bundeskanzler a. D.                                               | 25.04.1967 | Bonn: Plenarsaal des Deutschen Bundestages       | Staatsbegräbnis am 25. April 1967 in Rhöndorf         |
| Heinrich Lübke (* 14.10.1894, † 6.4.1972)                 | Bundespräsident a. D.                                             | 13.04.1972 | Bonn: Plenarsaal des Deutschen Bundestages       | Staatsbegräbnis am 13. April 1972 in Enkhausen        |
| Gustav Heinemann (* 23.7.1899, † 7.7.1976)                | Bundespräsident a. D.                                             | 12.07.1976 | Bonn: Plenarsaal des Deutschen Bundestages       | Staatsbegräbnis am 17. Juli 1976 in Essen             |
| Siegfried Buback (* 3.1.1920, † 7.4.1977)                 | Generalbundesanwalt                                               | 13.04.1977 | Karlsruhe: Evangelische Stadtkirche              | Staatsbegräbnis am 13. April 1977 in Karlsruhe        |
| Wolfgang Göbel                                            | Fahrer                                                            | 13.04.1977 | Karlsruhe: Evangelische Stadtkirche              | Staatsbegräbnis am 13. April 1977 in Karlsruhe        |
| Georg Wurster                                             | Justizbeamter                                                     | 13.04.1977 | Karlsruhe: Evangelische Stadtkirche              | Staatsbegräbnis am 15. April 1977 in Ettlingen        |
| Ludwig Erhard (* 4.2.1897, † 5.5.1977)                    | Bundeskanzler a. D.                                               | 11.05.1977 | Bonn: Plenarsaal des Deutschen Bundestages       | Staatsbegräbnis am 12. Mai 1977 in Gmund am Tegernsee |
| Hanns Martin Schleyer (* 1.5.1915, † 18.10.1977)          | Präsident der Bundesvereinigung der Deutschen Arbeitgeberverbände | 25.10.1977 | Stuttgart: Domkirche St. Eberhard                |                                                       |
| Walter Hallstein (* 17.11.1901, † 29.3.1982)              | Präsident der Kommission der EWG a. D.                            | 02.04.1982 | Stuttgart                                        |                                                       |
| Eugen Gerstenmaier (* 25.8.1906, † 13.3.1986)             | Bundestagspräsident a. D.                                         | 22.03.1986 | Bonn: Plenarsaal des Deutschen Bundestages       | Staatsbegräbnis am 22. März 1986 in Oberwinter        |
| Wolfgang Zeidler (* 2.9.1924, † 29.12.1987)               | Bundesverfassungsgerichtspräsident a. D.                          | 08.01.1988 | Karlsruhe: Gebäude des Bundesverfassungsgerichts |                                                       |
| Kurt Georg Kiesinger (* 6.4.1904, † 9.3.1988)             | Bundeskanzler a. D.                                               | 18.03.1988 | Stuttgart: Domkirche St. Eberhard                | Staatsbegräbnis am 18. März 1988 in Tübingen          |
| Hermann Höcherl (* 31.3.1912, † 18.5.1989)                | Bundesminister a. D.                                              | 26.05.1989 | Regensburg: Dom St. Peter                        |                                                       |
| Bruno Heck (* 20.1.1917, † 16.9.1989)                     | Bundesminister a. D.                                              | 22.09.1989 | Rottweil                                         |                                                       |
| Gerhard Schröder (* 11.9.1910, † 31.12.1989)              | Bundesminister a. D.                                              | 12.01.1990 | Bonn: Plenarsaal des Deutschen Bundestages       |                                                       |
| Herbert Wehner (* 11.7.1906, † 19.1.1990)                 | Bundesminister a. D.                                              | 25.01.1990 | Bonn: Beethovenhalle                             |                                                       |
| Gebhard Müller (* 17.4.1900, † 7.8.1990)                  | Bundesverfassungsgerichtspräsident a. D.                          | 14.08.1990 | Rottenburg am Neckar                             |                                                       |
| Detlev Karsten Rohwedder (* 16.10.1932, † 1.4.1991)       | Präsident der Treuhandanstalt                                     | 10.04.1991 | Berlin: Schauspielhaus                           |                                                       |
| Karl Carstens (* 14.12.1914, † 30.5.1992)                 | Bundespräsident a. D.                                             | 04.06.1992 | Bonn: Beethovenhalle                             |                                                       |
| Willy Brandt (* 18.12.1913, † 8.10.1992)                  | Bundeskanzler a. D.                                               | 17.10.1992 | Berlin: Plenarsaal im Reichstagsgebäude          |                                                       |
| Manfred Wörner (* 24.9.1934, † 13.8.1994)                 | NATO-Generalsekretär a. D.                                        | 23.08.1994 | Bonn: Plenarsaal des Deutschen Bundestages       |                                                       |
| Karl Schiller (* 24.4.1911, † 26.12.1994)                 | Bundesminister a. D.                                              | 12.01.1995 | Hamburg: Hauptkirche Sankt Petri                 |                                                       |
| Kurt Schmücker (* 10.11.1919, † 6.1.1996)                 | Bundesminister a. D.                                              | 12.01.1996 | Löningen                                         |                                                       |
| Hans Katzer (* 31.1.1919, † 18.7.1996)                    | Bundesminister a. D.                                              | 29.07.1996 | Köln: Historisches Rathaus                       |                                                       |
| Hans Klein (* 11.7.1931, † 26.11.1996)                    | Bundestagsvizepräsident                                           | 02.12.1996 | Bonn: Plenarsaal des Deutschen Bundestages       |                                                       |
| Aenne Brauksiepe (* 23.2.1912, † 1.1.1997)                | Bundesministerin a. D.                                            | 13.01.1997 | Oelde                                            |                                                       |
| Kai-Uwe von Hassel (* 21.4.1913, † 8.5.1997)              | Bundestagspräsident a. D.                                         | 16.05.1997 | Bonn: Plenarsaal des Deutschen Bundestages       | Staatsbegräbnis am 16. Mai 1997 in Bonn               |
| Erich Mende (* 28.10.1916, † 6.5.1998)                    | Bundesminister a. D.                                              | 15.05.1998 | Bonn: Plenarsaal des Deutschen Bundestages       |                                                       |
| Richard Jaeger (* 16.2.1913, † 15.5.1998)                 | Bundestagsvizepräsident a. D.                                     | 25.05.1998 | Bonn: Plenarsaal des Deutschen Bundestages       |                                                       |
| Heinz Westphal (* 4.6.1924, † 30.10.1998)                 | Bundestagsvizepräsident a. D.                                     | 19.11.1998 | Bonn: Plenarsaal des Deutschen Bundestages       |                                                       |
| Josef Felder (* 24.8.1900, † 28.10.2000)                  | Reichstags- und Bundestagsabgeordneter (ehem.)                    | 07.11.2000 | Berlin: Plenarsaal des Deutschen Bundestages     |                                                       |
| Josef Ertl (* 7.3.1925, † 16.11.2000)                     | Bundesminister a. D.                                              | 30.11.2000 | Berlin: Plenarsaal des Deutschen Bundestages     |                                                       |
| Richard Stücklen (* 20.8.1916, † 2.5.2002)                | Bundestagspräsident a. D.                                         | 15.05.2002 | Berlin: Plenarsaal des Deutschen Bundestages     |                                                       |
| Opfer der Flutkatastrophe im Indischen Ozean (26.12.2004) |                                                                   | 20.01.2005 | Berlin: Plenarsaal des Deutschen Bundestages     |                                                       |
| Johannes Rau (* 16.1.1931, † 27.1.2006)                   | Bundespräsident a. D.                                             | 07.02.2006 | Berlin: Berliner Dom                             |                                                       |
| Rainer Barzel (* 20.6.1924, † 26.8.2006)                  | Bundestagspräsident a. D.                                         | 22.09.2006 | Berlin: Plenarsaal des Deutschen Bundestages     |                                                       |
| Annemarie Renger (* 7.10.1919, † 3.3.2008)                | Bundestagspräsidentin a. D.                                       | 13.03.2008 | Berlin: Plenarsaal des Deutschen Bundestages     |                                                       |
| Richard von Weizsäcker (* 15.4.1920, † 31.1.2015)         | Bundespräsident a. D.                                             | 11.02.2015 | Berlin: Berliner Dom                             |                                                       |
| Helmut Schmidt (* 23.12.1918, † 10.11.2015)               | Bundeskanzler a. D.                                               | 23.11.2015 | Hamburg: Hauptkirche Sankt Michaelis             |                                                       |
| Hans-Dietrich Genscher (* 21.3.1927, † 31.3.2016)         | Bundesminister a. D.                                              | 17.04.2016 | Bonn: ehem. Plenarsaal des Deutschen Bundestages |                                                       |
| Walter Scheel (* 8.7.1919, † 24.8.2016)                   | Bundespräsident a. D.                                             | 07.09.2016 | Berlin: Philharmonie                             |                                                       |
| Roman Herzog (* 5.4.1934, † 10.1.2017)                    | Bundespräsident a. D.                                             | 24.01.2017 | Berlin: Berliner Dom                             |                                                       |
| Philipp Jenninger (* 10.6.1932, † 4.1.2018)               | Bundestagspräsident a. D.                                         | 18.01.2018 | Berlin: Plenarsaal des Deutschen Bundestages     |                                                       |
| Thomas Oppermann (* 27.4.1954, † 25.10.2020)              | Bundestagsvizepräsident                                           | 28.10.2020 | Berlin: Plenarsaal des Deutschen Bundestages     |                                                       |
| Wolfgang Schäuble (* 18.9.1942, † 26.12.2023)             | Bundestagspräsident a. D. und Bundesminister a. D.                | 22.01.2024 | Berlin: Plenarsaal des Deutschen Bundestages     |                                                       |
| Horst Köhler (* 22.2.1943, † 1.2.2025)                    | Bundespräsident a. D.                                             | 18.02.2025 | Berlin: Berliner Dom                             |                                                       |

Anmerkungen
1. ↑  Bonn: Altes Wasserwerk
2. 1 2 3 4 5 6  Bonn: Neuer Plenarsaal

## Staatsakte anlässlich besonderer Ereignisse seit 1974
| Anlass                                                                                | Datum      | Ort                                                           |
| ------------------------------------------------------------------------------------- | ---------- | ------------------------------------------------------------- |
| 25. Jahrestag des Inkrafttretens des Grundgesetzes für die Bundesrepublik Deutschland | 24.05.1974 | Bonn: Plenarsaal des Deutschen Bundestags                     |
| 40-jähriges Bestehen der Bundesrepublik Deutschland                                   | 24.05.1989 | Bonn: Beethovenhalle                                          |
| Tag der Deutschen Einheit                                                             | 03.10.1990 | Berlin: Philharmonie                                          |
| 50. Jahrestag des Endes des Zweiten Weltkrieges                                       | 08.05.1995 | Berlin: Konzerthaus                                           |
| 50-jähriges Bestehen der Bundesrepublik Deutschland                                   | 24.05.1999 | Berlin: Reichstagsgebäude                                     |
| 50. Jahrestag der Volksabstimmung zum Saarstatut                                      | 23.10.2005 | Saarbrücken: Ludwigskirche                                    |
| 60-jähriges Bestehen der Bundesrepublik Deutschland                                   | 22.05.2009 | Berlin: Konzerthaus                                           |
| 75. Jahrestag des Inkrafttretens des Grundgesetzes für die Bundesrepublik Deutschland | 23.05.2024 | Berlin: Forum zwischen Reichstagsgebäude und Bundeskanzleramt |